# Grammatophoraceae
Famille
Les Grammatophoraceae sont une famille d'algues de l'embranchement des Bacillariophyta (Diatomées), de la classe des Bacillariophyceae et de l’ordre des Rhabdonematales.

## Étymologie
Le nom de la famille vient du genre type Grammatophora, de gramm-, « raie, ligne » (du grec γράφω / grapho, « tracer des lignes ; écrire »), et φόρος / phoros, porter, en référence à l'ornementation de ces diatomées.

## Description
Selon AlgaeBase (28 mai 2022), les espèces de cette familles ont des frustules généralement tabulés, formant :
- soit des rubans, quand les frustules sont réunies par les faces des valves,
- soit des chaînes en zigzag, quand les frustules sont réunies par les champs de pores apicaux[note 1].

Les champs de pores apicaux ne sont pas enfoncés. Les parois de la valve et des copula, ne sont constituées que d'une couche siliceuse basale, non élaborées ou chambrées. Chacune des valves de ces diatomées possèdent deux rimoportules ,.

## Liste des genres
Selon AlgaeBase (28 mai 2022) :
- Grammatophora Ehrenberg, 1840  - genre type
- Hanicella C.S.Lobban & M.P.Ashworth, 2014
- Hyalosira Küzing, 1844
- Microtabella Round, 1990

## Systématique
Le nom correct complet (avec auteur) de ce taxon est Grammatophoraceae Lobban & Ashworth, 2014.

## Publication originale
- C.S. Lobban et M.P. Ashworth, 2014, « Hanicella moenia, gen. et sp. nov., a ribbon-forming diatom (Bacillariophyta) with complex girdle bands, compared to Microtabella interrupta and Rhabdonema cf. adriaticum: implications for Striatellales, Rhabdonematales, and Grammatophoracea, fam. nov. ». Journal of Phycology, vol. 50, n. 5, p. 860-884.